# Dov Khenin

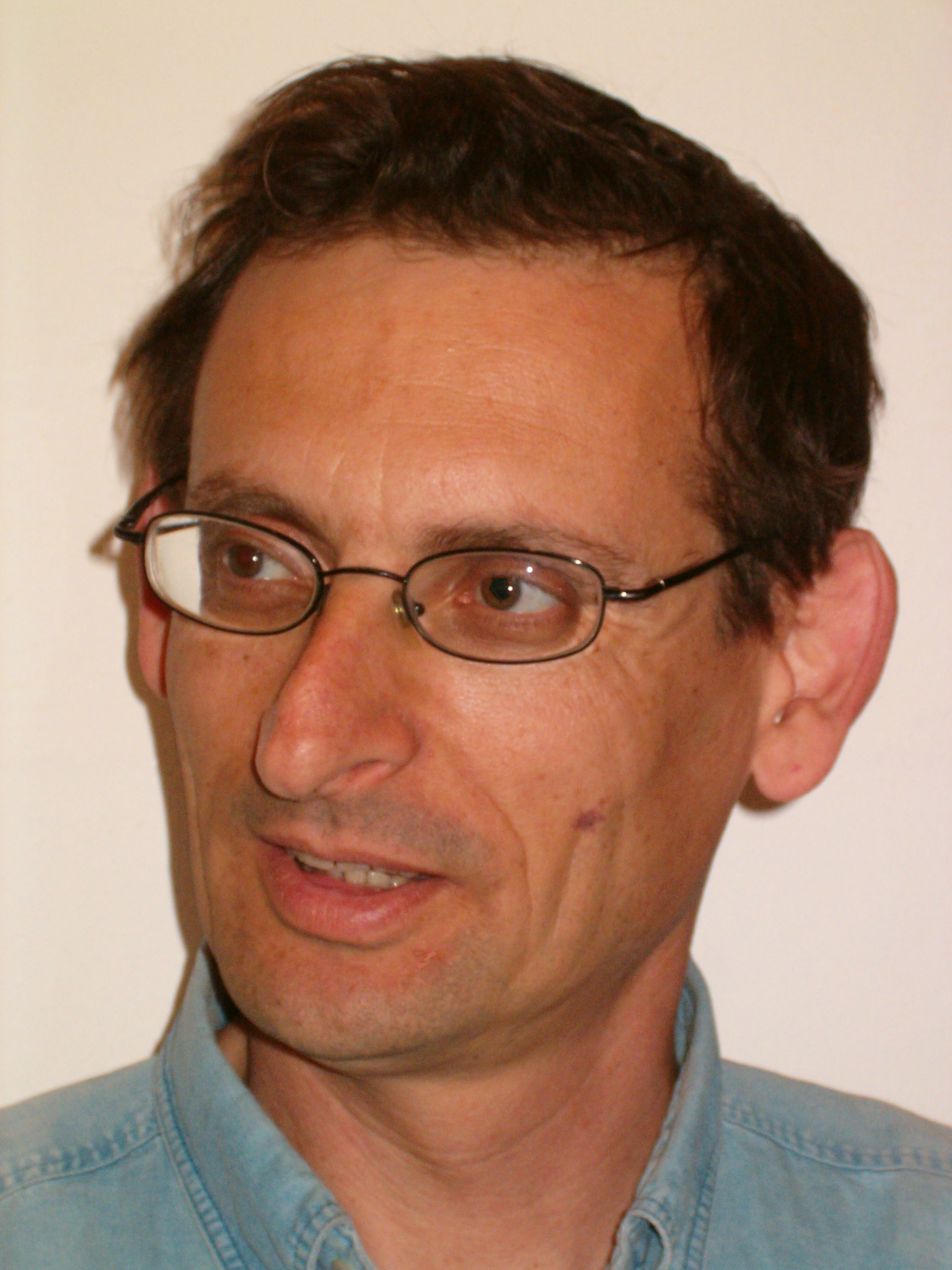
Dov Khenin

Dov Khenin (hebräisch דב חנין, * 10. Januar 1958 in Petach Tikwa) ist ein israelischer Politiker der Partei Chadasch.

## Leben
Sein Vater war der israelische Politiker David Khenin.  Khenin studierte Rechtswissenschaften und war von 1984 bis 2004 als Rechtsanwalt in Israel tätig. Khenin ist seit 2006 Abgeordneter in der Knesset. Er ist verheiratet und hat drei Kinder.